# Acanthogorgia gotoensis
Acanthogorgia gotoensis is een zachte koraalsoort uit de familie Acanthogorgiidae. De koraalsoort komt uit het geslacht Acanthogorgia. Acanthogorgia gotoensis werd in 1931 voor het eerst wetenschappelijk beschreven door Aurivillius. 